# خيط أكتين

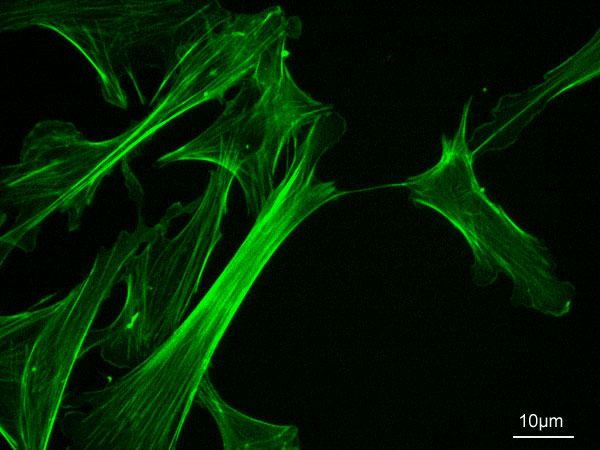
خيوط الأكتين

الخيوط الدقيقة، وتسمى أيضًا خيوط الأكتين، هي خيوط بروتينية في سيتوبلازما الخلايا حقيقية النواة تشكل جزءًا من الهيكل الخلوي. تتألف خيوط الأكتين بشكل رئيسي من بوليمرات الأكتين، تعدلها وتتفاعل معها الكثير من البروتينات الأخرى في الخلية. يبلغ قطر خيط الأكتين نحو 7 نانومتر ويتكون من وحدتين خيطيتين من الأكتين. وتشمل وظائف الخيوط الدقيقة الانقسام الخلوي، والحركة الأميبية، وحركية الخلية، والتغيرات في شكل الخلية، والإدخال الخلوي والإخراج الخلوي، وانقباض الخلايا، والاستقرار الميكانيكي. الخيوط الدقيقة مرنة وقوية نسبيًا، وتقاوم الثني بقوى ضاغطة شدتها مقدرة بالبيكونيوتن وتقاوم الكسر بقوى شد مقدرة بالنانونيوتن. عند تحفيز حركية الخلية، تتطاول إحدى نهايتي خيط الأكتين وتتقلص الأخرى، وذلك بفعل الميوزين الثاني وهو محرك جزيئي. تشكل خيوط الأكتين أيضًا جزءًا من المحركات الجزيئية الانقباضية التي تتحرك بالأكتوميوزين، إذ تعمل الخيوط الرقيقة بوصفها مواقع للشد الميوزيني المعتمد على الأدينوزين ثلاثي الفوسفات في تقلص العضلات والحركة التقدمية عند كاذبات الأرجل. الخيوط الدقيقة ذات إطار عمل قوي ومرن يساعد الخلية على الحركة.

## التنظيم
تنتظم خيوط الأكتين في نوعين عامين من الهياكل: الحزم والشبكات. تتكون الحزم من صفوف خيوط مستقطبة، تتجه فيها جميع النهايات الشائكة إلى نفس النهاية في الحزمة، أو صفوف غير مستقطبة، تشير فيها النهايات الشائكة نحو طرفي الحزمة. يوجد صنف من البروتينات الرابطة للأكتين، تدعى البروتينات الشابكة، تحدد شكل هذه الهياكل. تحدد البروتينات الشابكة اتجاه الخيوط وتباعد الحزم والشبكات. وتنظم هذه الهياكل من قبل أصناف أخرى من البروتينات الرابطة للأكتين، ومنها البروتينات الحركية، والبروتينات المتفرعة، وبروتينات التقطيع، ومحفزات البلمرة، والبروتينات المغطية.

## آلية توليد القوة
نتيجة للتحلل المائي للأدينوزين ثلاثي الفوسفات، تستطيل الخيوط بشكل أسرع بنحو 10 مرات في نهاياتها الشائكة مقارنة بنهاياتها المدببة. في الحالة الثابتة، يطابق معدل البلمرة في النهاية الشائكة معدل إزالة البلمرة في النهاية المدببة، ويقال إن الخيوط الدقيقة تمشي في حلقة. يؤدي المشي في حلقة إلى استطالة في النهاية الشائكة وتقاصر في النهاية المدببة، فينتقل الخيط كاملًا. بما أن العمليتين متعادلتان من ناحية الطاقة، تتولد القوة، وتأتي الطاقة في النهاية من الأدينوزين ثلاثي الفوسفات.

## معرض الصور

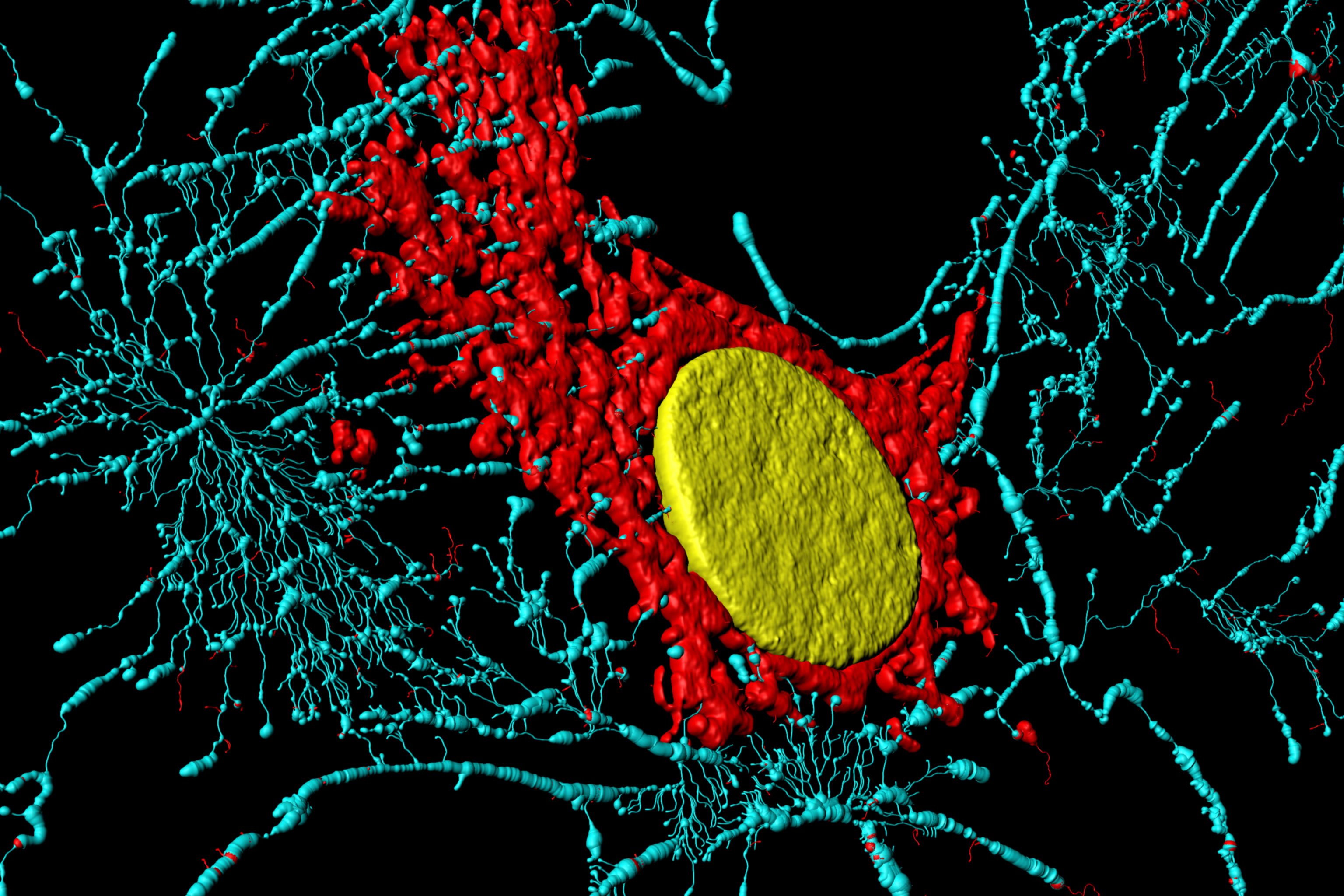
ميتوكندريون وَنواة وَخيوط الأكتين في خلية ليفية يافعة

## اقرأ أيضا
- ميوسين (بروتين)
- انقباض عضلي